# Frommenhausen
Frommenhausen ist ein Stadtteil von Rottenburg am Neckar im Landkreis Tübingen in Baden-Württemberg (Deutschland).

## Geographie
Das Dorf liegt etwa zehn Kilometer südwestlich von Rottenburg am Neckar auf der Gäuhochfläche in 369 bis 493 Meter Höhe.

### Ausdehnung
Die Gemarkungsfläche des Ortes beträgt 362 Hektar. Hiervon entfallen 73,4 % auf landwirtschaftliche Fläche, 14,7 % auf Waldfläche, 9,4 % auf Siedlungs- und Verkehrsfläche, und 1,9 % auf die übrige Nutzung.

### Nachbarorte
Folgende Orte grenzen an Frommenhausen, sie werden im Uhrzeigersinn beginnend im Norden genannt: Schwalldorf, Hirrlingen, und Wachendorf.

## Geschichte
Am 1. Januar 1972 wurde Frommenhausen in die Stadt Rottenburg am Neckar eingegliedert.

## Bevölkerung
Frommenhausen ist mit einer Einwohnerzahl von 473 (Stand: Ende Juni 2013) der kleinste Stadtteil Rottenburgs. Bei einer Fläche von 3,62 km² ergibt sich eine Bevölkerungsdichte von 129 Einwohnern pro Quadratkilometer.

## Religion
Der Ort ist überwiegend katholisch. Rund 66 Einwohner sind evangelischen Glaubens. Ein kleiner Teil ist konfessionslos oder gehört einer anderen Religion an.

## Einwohnerentwicklung
| Jahr | Einwohner |
| ---- | --------- |
| 1804 | 272       |
| 1828 | 383       |
| 1834 | 392       |
| 1840 | 390       |
| 1849 | 492       |
| 1855 | 382       |
| 1861 | 374       |
| 1871 | 365       |
| 1880 | 381       |
| 1890 | 379       |
| 1900 | 386       |

| Jahr | Einwohner |
| ---- | --------- |
| 1910 | 347       |
| 1925 | 322       |
| 1939 | 314       |
| 1950 | 384       |
| 1961 | 328       |
| 1965 | 335       |
| 1970 | 351       |
| 1999 | 503       |
| 2000 | 469       |
| 2001 | 489       |
| 2013 | 473       |
| 2015 | 487       |

## Wirtschaft und Infrastruktur
Das Dorf liegt ein wenig abgeschieden und ist an keine großen Verkehrswege angebunden. Das mag ein Grund sein, warum man in Frommenhausen keinen großen Anstieg der Einwohnerzahl feststellen konnte.

### Verkehrsanbindung
Die Kreisstraße 6943 (früher Landesstraße 392) führt von Schwalldorf (aus Richtung Rottenburg) in den Ort und mündet am Ortsrand in die Landesstraße 392, die den Ort von Hirrlingen oder Wachendorf kommend, tangiert. Im Öffentlichen Nahverkehr verkehren Busse der Linie 7626 zwischen Horb am Neckar und Rottenburg am Neckar. Der Ort liegt in der Wabe 112 des Verkehrsverbundes Neckar-Alb-Donau (Naldo).

### Bildung
Seit 1995 verfügt der Ort zusammen mit Schwalldorf über eine einzügige Grundschule (Grundschule Schwalldorf-Frommenhausen) in Schwalldorf.

### Touristische Besonderheiten
- TREFFPUNKT NATUR Frommenhausen am Waldrand mit Teich-Biotop, Weidenhaus (Standesamt in der Natur), Wildbienenlage, Arboretum (alle Bäume des Jahres).
- Von einem Honigbienenvolk bewohnte Figurenbeute der Nürnberger Künstlerin Birgit Jönsson, der „Loahner“ am Rathausplatz.
- Horchmuschel (Wildbienenskulptur) der Künstlerin Birgit Jönnson.
- Pilgerherberge im ehemaligen Raiffeisengebäude.

### Persönlichkeiten
Söhne und Töchter des Ortes
- Rudolf Freiherr von Wagner-Frommenhausen (1822–1891), württembergischer Offizier und Kriegsminister
- Ernst Weinmann (1907–1947), Zahnarzt, SS-Obersturmbannführer und Kriegsverbrecher
- Erwin Weinmann (1909–1949 für tot erklärt), Arzt, SS-Oberführer und Oberst der Polizei